# Lismore (Minnesota)
Lismore é uma cidade localizada no estado americano de Minnesota, no Condado de Nobles.

## Demografia
Segundo o censo americano de 2000, a sua população era de 238 habitantes.

## Geografia
De acordo com o United States Census Bureau tem uma área de
0,9 km², dos quais 0,9 km² cobertos por terra e 0,0 km² cobertos por água.

## Localidades na vizinhança
O diagrama seguinte representa as localidades num raio de 20 km ao redor de Lismore.